# Alvorada da Alma
Alvorada da Alma é o sexto álbum dos Dealema (quarto em formato LP), lançado em 2013. A gravação e arranjos foram feitos sobretudo por Mundo Segundo, no 2º Piso, a exceção da faixa 12, que foi gravada por Soma no Lebuque Studios, e da faixa 16, gravada por Expeão no Brava Musica. O album foi misturado e masterizado por Gustavo Carvalho no CIJ Studios, a exceção da faixa 16 misturada por Expeão .

## Faixas
| N.º | Título                                    | Letras                                       | Música         | Duração |  |
| 1.  | "Alvorada da Alma" (com Dino d’ Santiago) | Fuse, Mundo, Expeão, Maze e Dino d’ Santiago | Mundo          | 5:48    |  |
| 2.  | "Bom Dia" (com Ace)                       | Fuse, Mundo, Expeão, Maze e Ace              | DJ Guze        | 4:26    |  |
| 3.  | "Ás de Espadas" (com Marta Ren)           | Fuse, Mundo, Expeão, Maze e Marta Ren        | Mundo, DJ Guze | 5:07    |  |
| 4.  | "Amor Veneno"                             | Fuse, Mundo, Expeão e Maze                   | Mundo, DJ Guze | 4:21    |  |
| 5.  | "Incrivelmente"                           |                                              | Mundo          | 1:44    |  |
| 6.  | "Palavra é a Arma" (com Kid Mc)           | Fuse, Mundo, Expeão, Maze e Kid Mc           | DJ Guze        | 4:45    |  |
| 7.  | "O Meu Refúgio" (com Woyza)               | Fuse, Mundo, Expeão, Maze e Woyza            | Mundo          | 5:01    |  |
| 8.  | "Reconhece e Representa"                  | Fuse, Mundo e Maze                           | Sam the Kid    | 3:15    |  |
| 9.  | "Estrada de Sonhos"                       |                                              | DJ Guze        | 1:20    |  |
| 10. | "Comportamentos Bizarros" (com Emicida)   | Fuse, Mundo, Expeão, Maze e Emicida          | Mundo          | 4:59    |  |
| 11. | "A Primeira Vez"                          | Fuse, Mundo, Expeão e Maze                   | Mundo          | 5:26    |  |
| 12. | "Gota d'Agua" (com Nach e Analu)          | Fuse, Mundo, Expeão, Maze, Ana Lu e Nach     | Mundo, DJ Guze | 5:36    |  |
| 13. | "Vive" (com NBC)                          | Fuse, Mundo, Expeão, Maze e NBC              | Mundo          | 4:59    |  |
| 14. | "Primavera"                               |                                              | Maze           | 2:00    |  |
| 15. | "Supernova" (com Elizabete Silva)         | Fuse, Mundo, Expeão, Maze e Elizabete Silva  | Mundo          | 4:52    |  |
| 16. | "Concreto Abstracto" (com Manel Cruz)     | Fuse, Mundo, Expeão, Maze e Manel Cruz       | Expeão         | 4:59    |  |
| 17. | "No Final"                                |                                              | Mundo          | 3:03    |  |

## Créditos
- Mundo Segundo (voz, letra, gravação, beat)
- Expeão (voz, gravação, letra, beat)
- Maze (voz, letra, beat)
- Fuse (voz, letra)
- DJ Guze (DJ, beat)
- Dino d’Santiago (voz, letra)
- Ace (voz, letra)
- Marta Ren (voz, letra)
- Kid Mc (voz, letra)
- Woyza (voz, letra)
- Emicida (voz, letra)
- Ana Lu (voz, letra)
- Nach (voz, letra)
- NBC (voz, letra)
- Elizabete Silva (voz, letra)
- Manel Cruz (voz, letra)
- Sam the Kid (beat) [1]